# Steen Steensen Blicher
Steen Steensen Blicher (ur. 11 października 1782, zm. 26 marca 1848) – poeta duński, na którego twórczość duży wpływ miał falsyfikat Pieśni Osjana J. Macphersona (tłumaczony przez niego na język duński).

## Ważniejsze dzieła
- Traekfuglene (1838)
- En Landsbygdens Dagbok (zbiór nowel publikowanych w czasopismach od 1824)